# Cepaea hortensis
Cepaea hortensis (O.F. Müller, 1774) è un mollusco gasteropode della famiglia Helicidae.